# James Owen Dorsey
James Owen Dorsey (31 d'octubre de 1848 – 4 de febrer de 1895) fou un etnòleg i lingüista estatunidenc i missioner episcopalià al territori de Dakota, qui va contribuir a la descripció de diverses llengües sioux com el ponca i omaha. Va treballar per al Bureau of American Ethnology del Smithsonian Institution durant 1880-1895, però va morir jove a causa de la febre tifoide. Fou conegut com l'expert en llengües i cultures dels pobles sioux meridionals, encara que també va estudiar les tribus del Sud-oest i Nord-oest.
Dorsey també va recollir molt material sobre creences i institucions, tot i que la majoria dels seus manuscrits no han estat publicats. S'han publicat algunes de les moltes històries ponca i osage que va recollir, i estan sent utilitzades en un projecte de pla d'estudis en omaha a la Universitat de Nebraska-Lincoln.

## Primers anys i educació
James Owen Dorsey va néixer a Baltimore, Maryland el 1848. Va assistir al Seminari Teològic de Virgínia a Alexandria, i va ser ordenat diaca de l'Església Episcopaliana dels Estats Units en 1871.

## Carrera
Aquest any es va convertir en un missioner dels indis ponca al Territori de Dakota. Tenia una notable aptitud per als idiomes i una personalitat simpàtica i servicial, per la qual raó es va guanyar la confiança dels indis. Va viure 27 mesos com a missioner a Nebraska i Dakota del Sud, aprenent la difícil (per als angloparlants) llengua sioux dels ponca i omaha.
La mala salut va obligar Dorsey a abandonar l'oest i tornar a ser pastor a Maryland. Va continuar estudiant lingüística i treballant en l'anàlisi lingüística del ponca i omaha. En els primers anys va tractar de vincular aquests idiomes amb l'hebreu en la teoria errònia, compartida per molts acadèmics del moment, que els nadius americans es trobaven entre les tribus perdudes d'Israel. Es va considerar que aquests esforços "inútils i immadurs." Però ell es va convertir en un lingüista i antropòleg que va presentar les cultures indígenes amb "fidelitat sense igual."
En 1878, en el període de formació del Bureau of American Ethnology (BAE) com a part del Smithsonian Institution, el director John Wesley Powell encarregà Dorsey tornar a Nebraska a compilar diccionaris de les llengües omaha i ponca. En 1880, Dorsey returnà a Washington a treballar per la BAE al Smithsonian com a especialista en llengües sioux, una posició que va ocupar la resta de la seva vida.
Més tard Dorsey va fer treball de camp amb els sioux tutelo del Canadà, el Biloxi de Louisiana i el quapaw d'Oklahoma. A més, va estudiar diverses tribus al llarg de la costa d'Oregon, en el qual compila materials de les llengües atapascanes (dené), coos, takelma i yakona, algunws dels quals han estat parlades per petits grups de persones. En 1884 fou l'últim en registrar la llengua yakona (yaquina), que actualment està extingida.
Dorsey també compilà llistes de paraules i diccionaris de les llengües kansa i osage. Es va convertir en el major expert sobre llengües i cultura dels pobles sioux meridionals. Moltes de les seves extenses recopilacions de vocabulari, gramàtica, mites, històries orals i pràctiques culturals són encara inèdites.
Dorsey va morir de febre tifoide en 1895 a Washington, D.C als 47 anys.

## Publicacions
- A Dictionary of the Biloxi and Ofo languages, accompanied with thirty-one Biloxi tests and numerous Biloxi phrases, 1912
- A Dakota-English dictionary, Edited by James Owen Dorsey, 1968
- "Omaha and Ponca Letters" (1890), (Contributions to North American Ethnography VI), supplement, 1891
- Omaha Dwellings, Furniture and Implements, 1892-1893
- Osage Traditions, 1888
- Omaha Sociology[Enllaç no actiu], 1884
- The Cehiga Language, 1890